# Georges Besse
Georges Noël Besse (Clermont-Ferrand, 25 de diciembre de 1927 - 17 de noviembre de 1986) fue un ingeniero, empresario e industrial francés que contribuyó al desarrollo del programa nuclear de Francia durante los años 1950. Tras haber dirigido varias empresas privadas, fue nombrado en 1985 por el gobierno de François Mitterrand presidente director general de la empresa nacionalizada Regie Renault hasta que poco después, el 17 de noviembre de 1986 fue asesinado por Action Directe. 

## Biografía
Georges Besse se graduó segundo de su promoción de ingenieros en el École Polytechnique ejerciendo como ingeniero de minas a principios de los años 1950. Entre 1958 y 1985 fue el director de la société USSI y del centro de enriquecimiento con fines militares de Pierrelatte, cargos que compaginó a partir de 1964 con el de gestor de las empresas del grupo Alcatel. Entre 1970 y 1974 fue presidente y director del grupo CIT-Alcatel hasta su retorno al mundo de la industria nuclear como presidente del comité de dirección de la Société Eurodif que en aquel momento tenía en cartera la construcción de la central de enriquecimiento de uranio de Tricastin, por entonces la mayor del mundo, y hasta 1982, presidente de la Compagnie Générale des Matières Nucléaires (COGEMA).
En 1982 dio un giro a su carrera al ser nombrado presidente del grupo Pechiney-Ugine-Kulmann y más tarde, en 1985, designado por el gobierno de François Mitterrand al cargo de presidente director general de la empresa estatal Regie Renault para rescatarla de su crisis económica.
En 1986 fue asesinado por el grupo de extrema izquierda Action Directe por haber despedido a 21 000 trabajadores en sus primeros 18 meses en el puesto. Los asesinos fueron condenados a cadena perpetua.
En su memoria, varios centros de producción de las empresas Eurodif y Renault llevan su nombre a la vez que la Fondation Georges Besse se encarga de premiar en su recuerdo a estudiantes de las escuelas de ingeniería de Francia.